# Cerceis trispinosa
Cerceis trispinosa là một loài chân đều trong họ Sphaeromatidae. Loài này được Haswell miêu tả khoa học năm 1882.